# Апгулде
Апгулде (латыш. Apgulde) — населённый пункт (село) в Добельском крае Латвии. Входит в состав Наудитской волости. Расстояние до города Добеле составляет около 14 км. По данным на 2015 год, в населённом пункте проживало 160 человек. Есть фельдшерский пункт, магазин, профессионально-техническая школа.
Поместье Вецапгулде является памятником архитектуры.

## История
Ранее село являлось центром поместья Вецапгулде.
В советское время населённый пункт входил в состав Аурского сельсовета Добельского района. В селе располагалась средняя профессионально-техническая школа № 4.